# The New Beginning
The New Beginning은 스테파니의 첫 번째 디지털 싱글이다. 2012년에 발매되었으며, 타이틀곡은 《Game》이다.

## 수록곡
1. Game
2. Dance (Nanana) feat.Amber (at f(x))
3. Game (DJ Koo Clubmix)